# Korela chocholatá
Korela chocholatá (Nymphicus hollandicus) je jediný zástupce australského rodu Nymphicus. Je to jeden z nejoblíbenějších papoušků v České republice. Je to druhý nejběžněji chovaný pták po andulce. Jedná se o poměrně nenáročného okrasného papouška, kterého lze chovat ve voliérách nebo i v domácích klecích. Slovo korela pochází z domorodých jazyků Austrálie, kde však označuje malé druhy kakaduů, především kakadua tenkozobého a naholícího.

## Vzhled

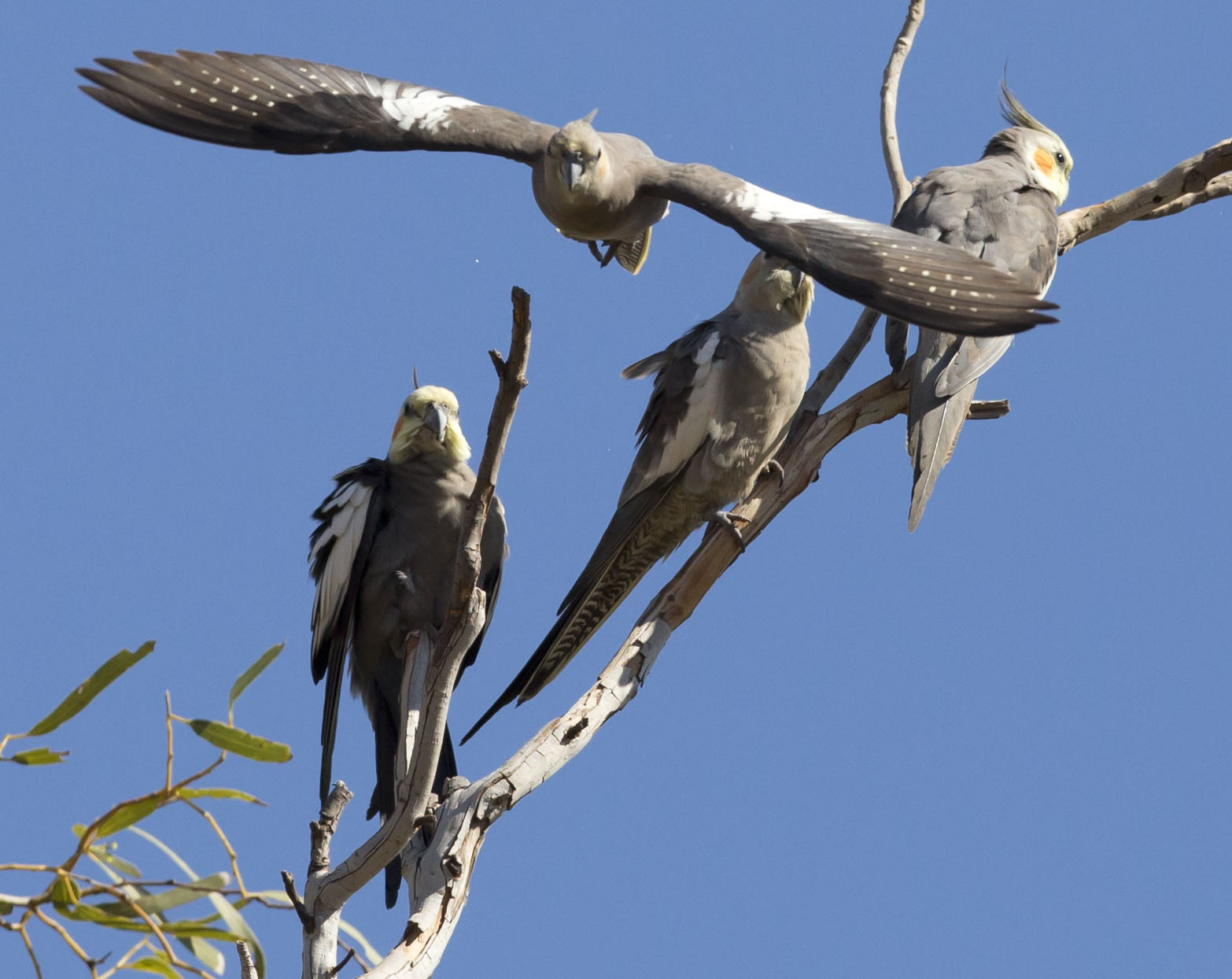
Hejno ve volné přírodě, Karratha, západní Austrálie

Tento papoušek, charakteristický svou chocholkou, je přibližně 33 cm dlouhý. Samec je šedý, se žlutou hlavou a červenou ušní skvrnou. Letky jsou bílé, spodní strana ocasu černá. Samička má hlavu šedožlutou, přičemž ušní skvrna je matnější než u samce. Letky jsou šedobílé, spodní strana ocasu šedobíle příčně pruhovaná. Mladí ptáci vypadají jako samice. Vedle přírodního zbarvení například lutino, pastelová, straka, perlová nebo šedohlavá.

## Výskyt
Vnitrozemí Austrálie, v období sucha též pobřežní oblast.

## Život v přírodě

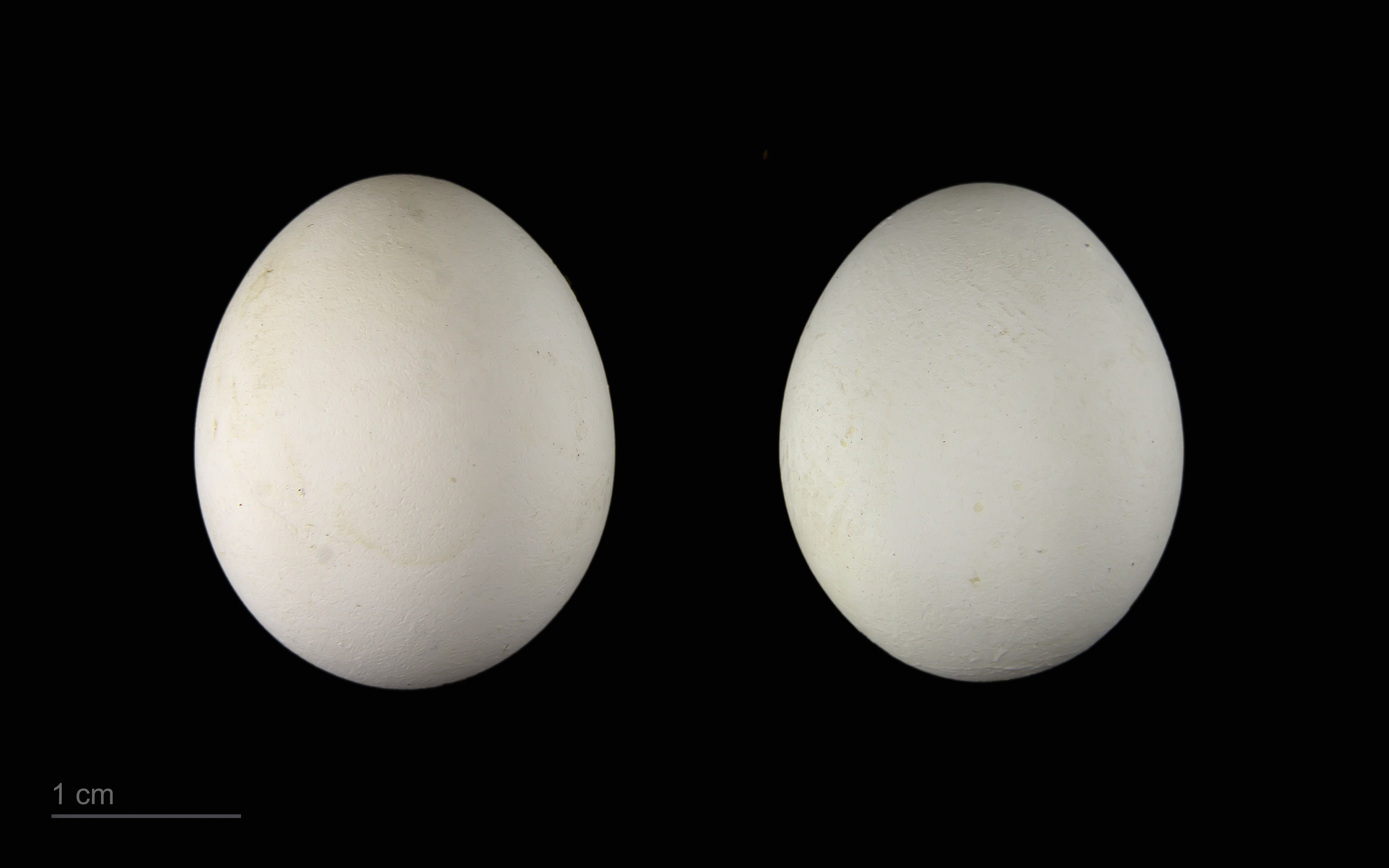
Nymphicus hollandicus

Korela chocholatá obývá otevřené stepi, savany a pastviny Austrálie. Žije nomádským způsobem života v párech, malých skupinkách i větších hejnech. V důsledku sucha často podniká dlouhé cesty za potravou a vodou. Je to vynikající letec; její let je velmi rychlý. Páry hnízdí v odumřelých eukalyptových stromech. Samice sedí na vejcích 18 až 21 dnů, přičemž se střídá se samečkem. Mláďata krmí oba rodiče. Mladí ptáci vylétají z hnízda přibližně po 4–5 týdnech. Rodiče je však ještě 2–3 týdny přikrmují.

## Potrava
Korela se živí semeny trav, bylin a dřevin; dalším zdrojem potravy je též ovoce, bobule či zrní z obdělávaných polí. V zajetí těmto papouškům podáváme směs zrnin pro menší papoušky, obsahující mj. proso, slunečnici, oves, semenec a ptačí zob. Jídelníček zpestřujeme naklíčeným zrním, ovocem (jablko), zeleninou (mrkev, salát) a zeleným krmením (ptačinec žabinec, listy pampelišky). Ptákům též nabídneme grit pro lepší trávení a čerstvé větvičky na okus.

## Chov v lidské péči

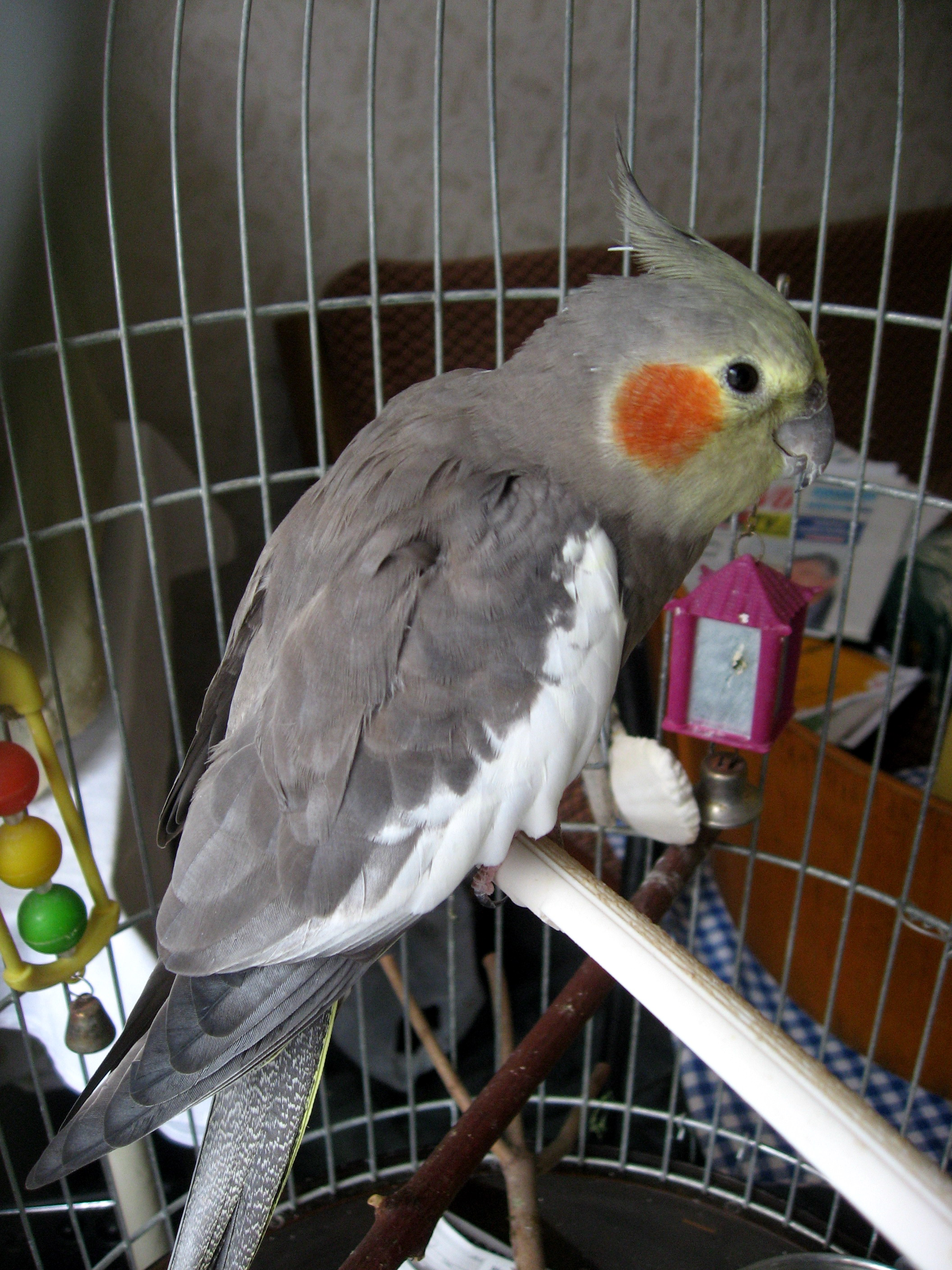
Mladá korela chocholatá

Korela je velmi mírumilovný[zdroj?] a společenský pták, který dobře vychází i s jinými menšími druhy, například andulkou nebo zebřičkami. Jelikož je zdatný letec, daří se jí dobře v prostorné venkovní voliéře, kde může být chována celoročně s možností úkrytu. Celkem snadno odchovává mladé. K tomuto účelu poskytneme hnízdní budku o výšce 35–40 cm a délce 20 cm, při průměru vletového otvoru 8 cm.
Pro svou veselou a mírnou povahu se korela stala velmi vyhledávaným domácím společníkem. Výhodou tohoto papouška je krotkost (zejména při ručním dokrmení nebo odebrání mláděte těsně po vylétnutí), nenáročnost a schopnost naučit se několik slov či melodií. Mládě k lidským majitelům přilne a stane se velmi přítulným. Oproti řadě větších druhů papoušků spočívá pozitivum korely v tom, že nemá tendenci upínat se na jediného člověka a je jen minimálně agresivní. Proto se hodí i do rodin s dětmi.
Klec pro korelu by měla být prostorná a vzhledem k leteckým kvalitám korely spíše delší než vyšší, umístěná na světlém místě bez průvanu přibližně 150–170 cm nad zemí. Ačkoli je korela pro svou nenáročnost vhodným druhem do bytových podmínek, jednotlivě chovaní ptáci mají sklony k hlasitějšímu hvízdání. Pokud se majitel korele nemůže intenzivně věnovat, doporučuje se pořízení partnera, neboť jde o silně párového ptáka. Není-li zájem o odchov, lze pořídit i ptáka stejného pohlaví, popř. jiného kompatibilního druhu, například andulky.
Korela chocholatá se v zajetí nezřídka dožívá 20 let i více.

### Kroužkování
Kroužkování často udává identifikaci papouška a datum, kdy se narodil. Kroužky jsou vyráběny z hliníku (tedy přírodní barva), anebo se prodávají už v nabarvené verzi (barva udává rok narození papouška). Většina veterinářů kroužkování nedoporučuje, protože pokud korele noha oteče, nebo jí kroužek zaroste, musí být okamžitě kroužek odříznut z nohy. Pokud se tak stane, doporučuje se nechat si kroužek pro bližší identifikaci uschován. Korely mají průměr kroužku 5,5 mm.